# Carole-Anne Kast
Carole-Anne Kast, née le 7 décembre 1974 à Genève (originaire du même lieu), est une personnalité politique suisse, membre du Parti socialiste.
Elle est conseillère d'État du canton de Genève depuis le 1er juin 2023, à la tête du département des institutions et du numérique.

## Biographie
Carole-Anne Kast naît le 7 décembre 1974 à Genève, dont elle est aussi originaire.
Elle effectue des études de droit à l'Université de Genève. Elle obtient son bachelor en 1996, recevant le prix « Edmond Huet Du Pavillon » 1996/97, et son master en 2000. 

## Parcours politique
Elle est membre du parti socialiste (PS) et s'inscrit à la gauche de ce parti.
Militante au sein de la jeunesse socialiste, elle adhère au Parti socialiste genevois et est élue au Grand Conseil en octobre 2005. Elle démissionne du Grand Conseil en juin 2007 à la suite de son élection au conseil administratif d'Onex en avril 2007.
Comme conseillère administrative, elle occupe notamment le dicastère lié à la sécurité. Elle est reconduite dans ses fonctions exécutives à Onex au printemps 2011,, en mai 2015 et en mars 2020,.
Elle est élue présidente du Parti socialiste genevois au printemps 2014 et réélue en mars 2016. Elle met en place une nouvelle organisation du parti, créant de nouveaux postes au sein du comité directeur et mettant en avant l'objectif de parité dans les candidatures, y compris pour les postes importants. Au printemps 2018, elle doit faire face à des critiques quant au soutien accordé par le PS à son groupe interne chargé des questions d'égalité entre hommes et femmes.
Le 15 avril 2018, elle est à nouveau élue députée socialiste au Grand Conseil. Elle y siège de mai à août 2018, son parti refusant de lui accorder une dérogation pour un double mandat communal et cantonal,. En avril 2023, elle accède une nouvelle fois brièvement au Grand Conseil.
Après avoir été candidate malheureuse à l'investiture de son parti pour l'élection au Conseil d'État en 2012 et 2017,,, elle annonce une nouvelle fois le 29 septembre 2021 être candidate à la candidature au Conseil d'État pour les élections 2023,,. Dans le droit fil de son engagement en faveur du droit au logement, elle plaide pour la limitation et le contrôle des prix du logement à Genève. Désignée candidate officielle par le congrès de son parti le 21 mai 2022 , elle est élue au second tour le 30 avril 2023, en septième position, devant la sortante des Verts Fabienne Fischer, qui perd son siège. Elle se voit confier le département des institutions et du numérique.
En mars 2024, elle connaît sa première véritable "affaire", quand la nomination du père de Delphine Bachmann à un poste élevé lui est reproché jusque dans les rangs de son propre parti.

## Galerie

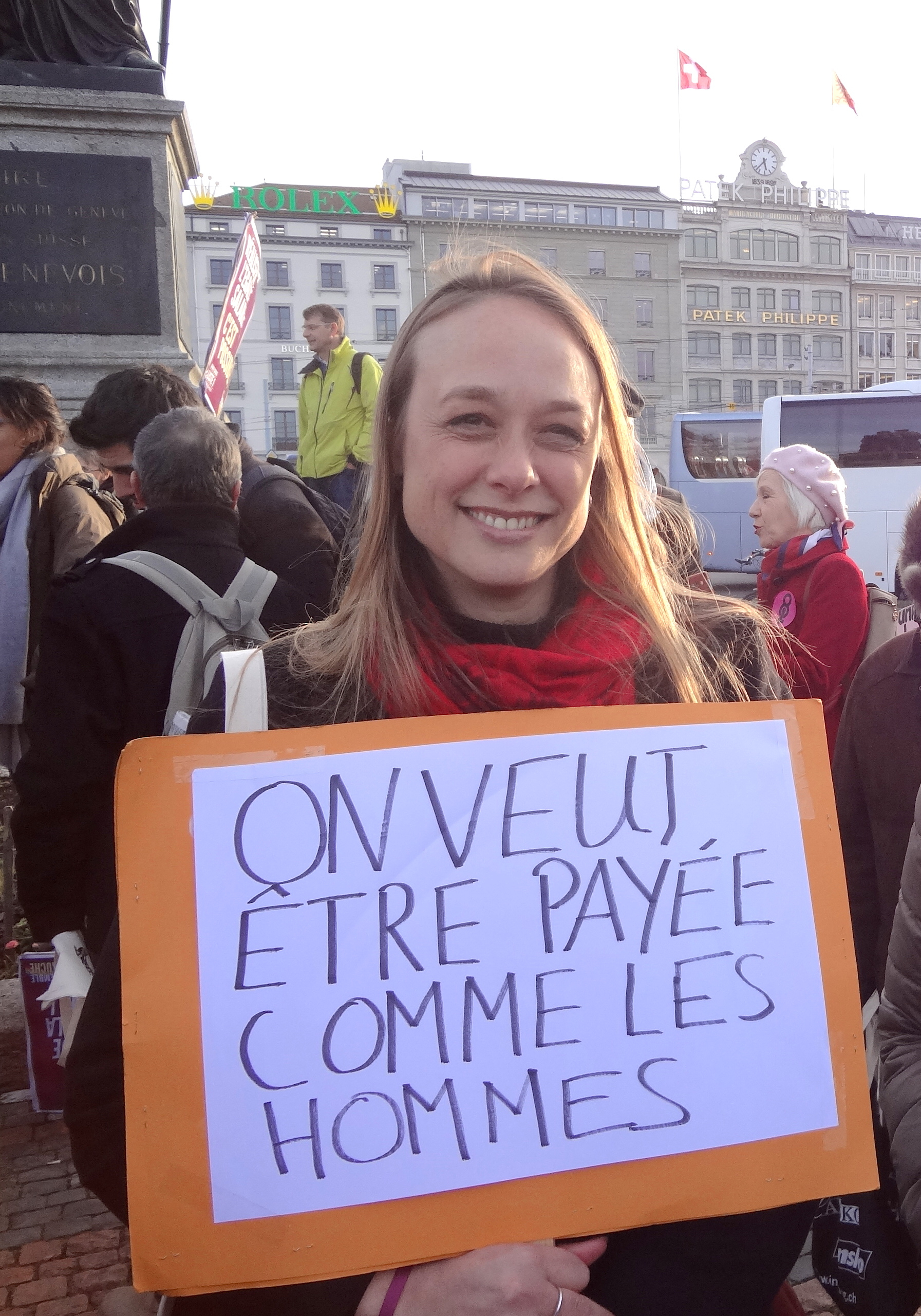
2018 Journée internationale pour les droits des femmes
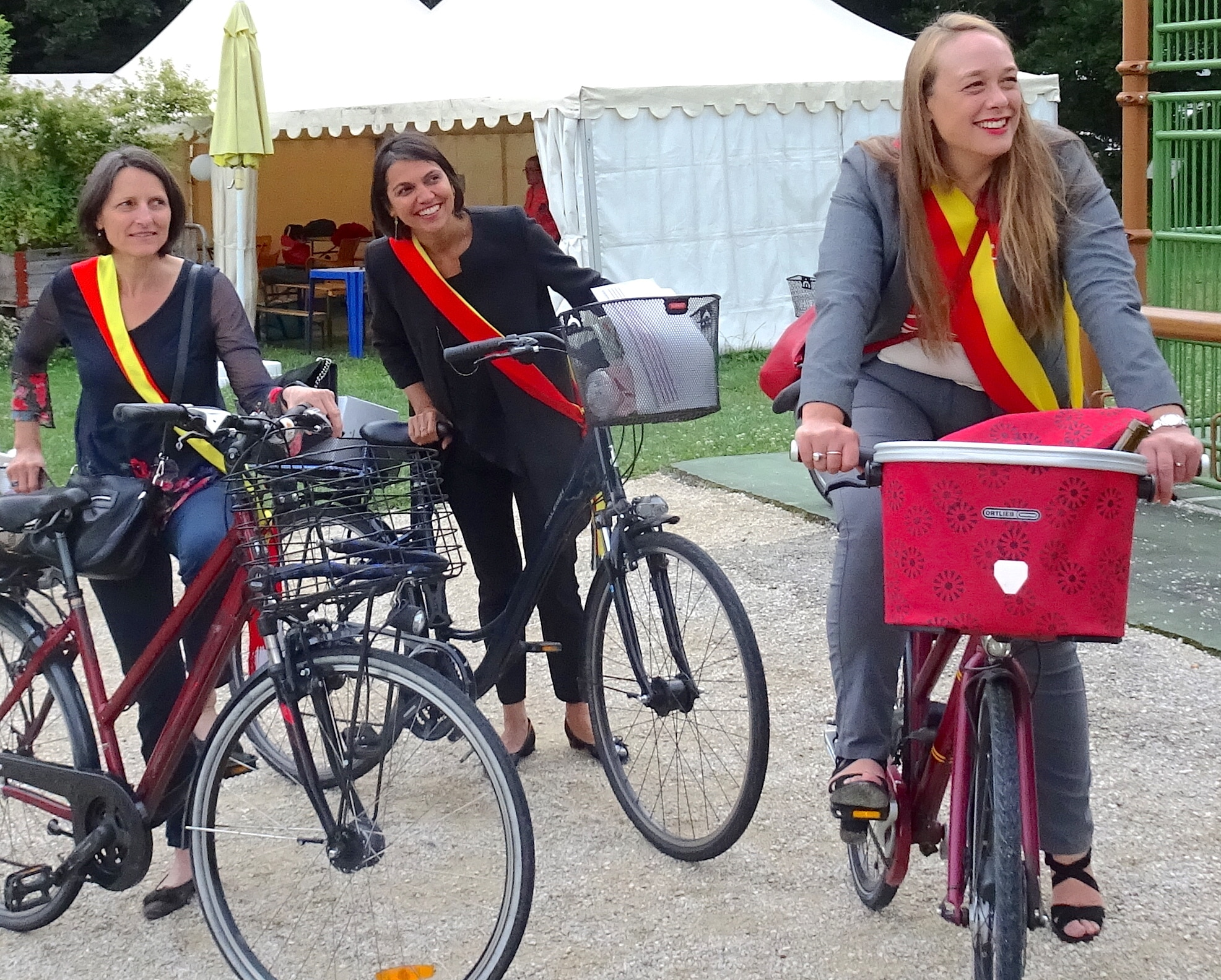
2021 avec ses collègues du conseil administratif d’Onex